# UNTAES

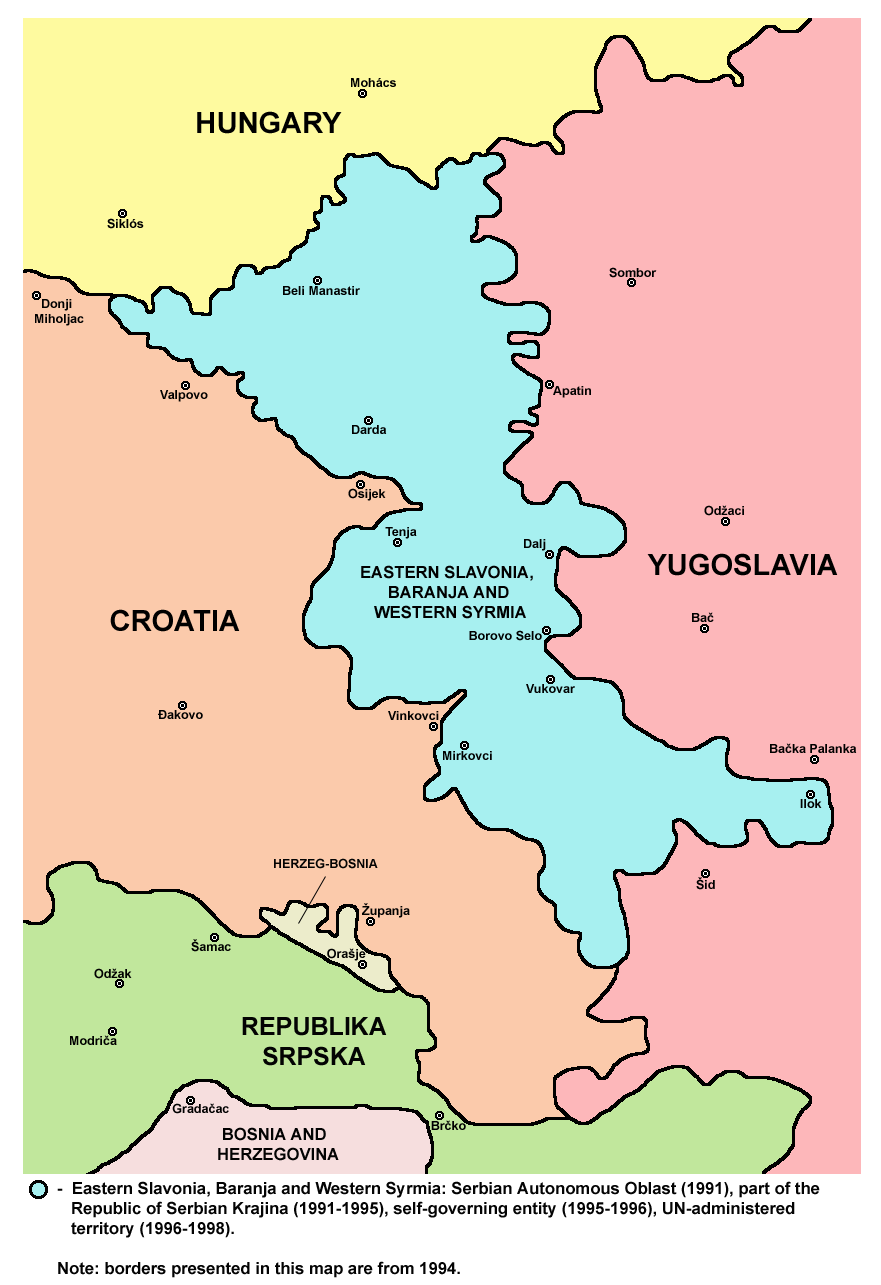
Oost-Slavonië, Baranja en West-Sirmium.

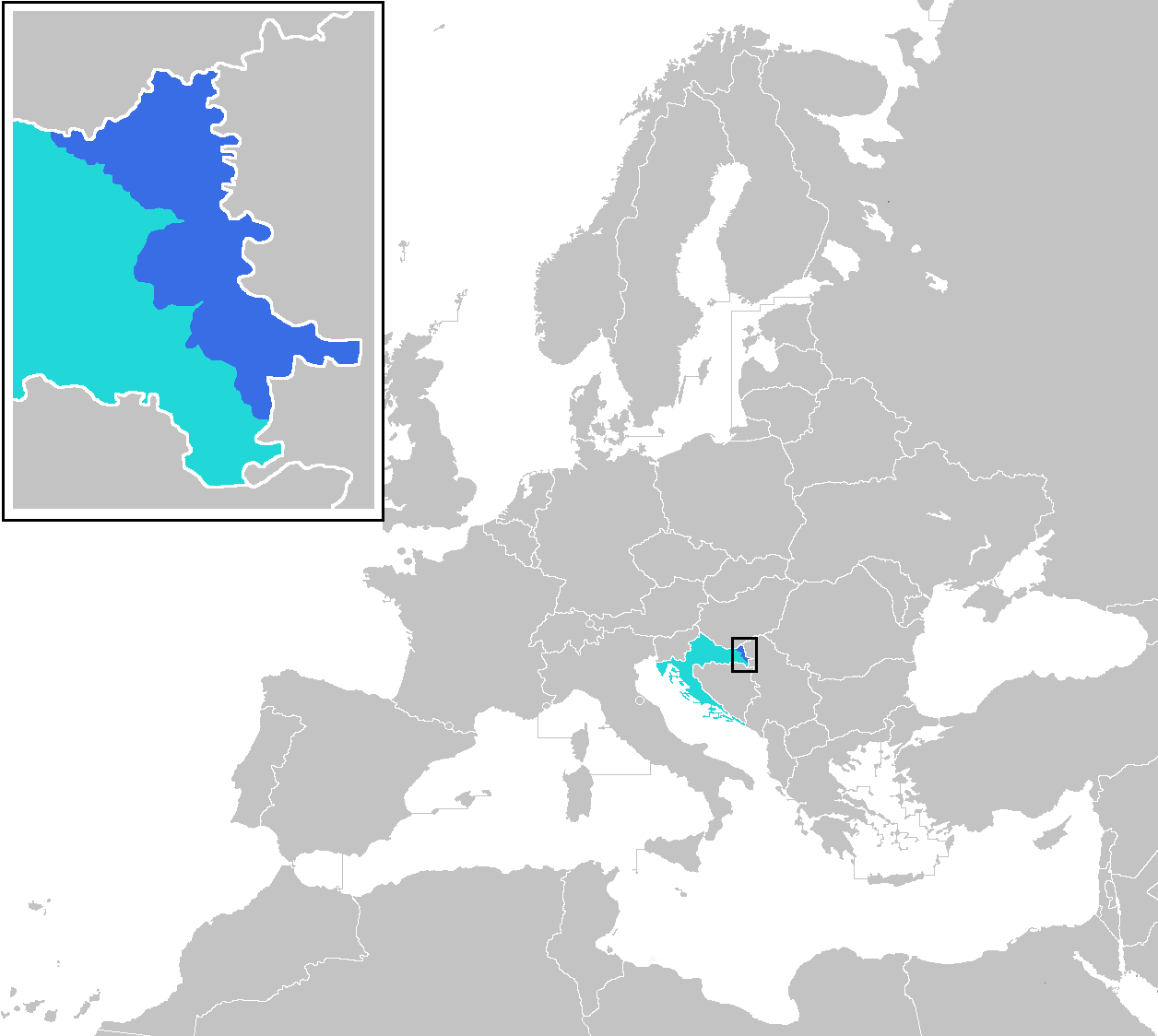

Het VN-Overgangsbestuur voor Oost-Slavonië, Baranja en West-Sirmium – United Nations Transitional Authority for Eastern Slavonia, Baranja and Western Sirmium in het Engels, gebruikelijk afgekort tot "UNTAES" – was een vredesoperatie van de Verenigde Naties in het oosten van Kroatië van 1996 tot 1998. De operatie werd opgericht middels resolutie 1037 van de VN-Veiligheidsraad op 15 januari 1996.
UNTAES bestond uit een vijfduizendtal militairen die erop toezagen dat het vredesakkoord tussen Kroaten en Serven werd uitgevoerd, een zeshonderd agenten die instonden voor de ordehandhaving en personeel dat een aantal bestuurstaken in de streek overnam. De operatie werd voorzien van NAVO-luchtondersteuning, en werkte voorts samen met de IFOR-macht van de NAVO en met het Joegoslavië-tribunaal.

## Medaille
Zoals gebruikelijk stichtte de secretaris-generaal van de Verenigde Naties een Medaille voor Vredesmissies van de Verenigde Naties voor de deelnemers. Deze UNTAES Medaille wordt aan militairen en politieagenten verleend.
Nederlandse deelnemers kwamen in aanmerking voor de Herinneringsmedaille VN-Vredesoperaties.